# Конор Фергюсон
Конор Фергюсон (англ. Conor Ferguson; нар. 11 жовтня 1999) — ірландський плавець. Учасник Чемпіонату світу з водних видів спорту 2017, де в попередніх запливах на дистанції 200 метрів на спині посів 21-ше місце і не потрапив до півфіналів.